# Tom Clancy's Ghost Recon Wildlands
Tom Clancy's Ghost Recon Wildlands è un videogioco di tipo sparatutto tattico open world sviluppato da Ubisoft Paris e pubblicato dalla Ubisoft il 7 marzo 2017 per PlayStation 4, Xbox One e Microsoft Windows. È il decimo capitolo della serie Ghost Recon.

## Trama
Il gioco è ambientato in Bolivia nel luglio 2019. A seguito dell'aumento del potere e dell'influenza del Santa Blanca, un cartello della droga Boliviano, il paese è entrato in uno stato di grave instabilità politica al punto di diventare un narco-stato amministrato dal cartello, che lo ha trasformato nel più grande produttore di cocaina del mondo. La continua espansione del Santa Blanca anche al di fuori della Bolivia inizia a preoccupare il governo degli Stati Uniti d'America.
Il Cartello è composto da El Sueño, il leader, El Yayo, capo della produzione della cocaina, El Cardenal, capo del ramo del reclutamento, Nidia Flores, capo della rete contrabbandiera e El Muro, ex militare e capo della sicurezza. 
El Sueño, il cui nome vero è Roberto Miles Peréz, invece, è un ex sicario messicano che nel 2008, ha fondato il Cartello del Santa Blanca e lo ha trasferito in Bolivia, dove ha comprato i campi di coca per produrre cocaina e ha preso il controllo della nazione sia illegalmente che legalmente. El Sueño è un leader religioso che crede nella Santa Muerte, santa cristiana della morte, e trasmette questa fede a tutti i membri del Santa Blanca.
El Yayo "il nonno" è un vecchio cocalero boliviano che ha sempre coltivato coca e non gli importa con chi collabora perché lo fa solo per la sua gente.
El Cardenal è un prete messicano caduto in disgrazia ma poi fu trovato da El Sueño che lo ha introdotto alla sua fede e in cambio El Cardenal ha introdotto il futuro signore della droga al cristianesimo e al culto della Santa Muerte. El Cardenal è diventato capo dell'influenza per le sue doti persuasive e manipolatorie, infatti, il prete convince con la scusa della chiesa molte persone a unirsi al Santa Blanca e al culto della Santa Muerte.
A seguito di un attentato dinamitardo presso l'ambasciata americana di La Paz e dell'uccisione dell'agente della DEA Ricardo "Ricky" Sandoval, il governo statunitense dà il via all'Operazione Kingslayer, in collaborazione con la CIA, la DEA e il JSOC. Un'unità speciale dell'esercito degli Stati Uniti chiamata "Ghost" viene spedita in Bolivia con il compito di destabilizzare il cartello. L'unita è composta dal leader Nomad, l'artigliere Midas, l'ingegnere Holt e il cecchino Weaver. In Bolivia incontrano il loro contatto della CIA Karen Bowman, amica di Ricky Sandoval, che li introduce a Pac Katari, leader del gruppo ribelle Kataris 26, unica resistenza contro il Santa Blanca. Pac Katari chiede ai Ghost di salvare Amaru, un uomo prigioniero del cartello le cui ideologie lo hanno ispirato a fondare il Kataris 26. Dopo aver salvato Amaru, i Ghost sono liberi di eliminare il cartello in qualsiasi modo e in qualsiasi ordine.
Mentre smantellano il cartello pezzo per pezzo, ai Ghost viene data la possibilità di incontrare El Sueño, il pericoloso leader del Santa Blanca. Arrivati al punto di incontro, El Sueño contatta i Ghost attraverso un cellulare lasciato vicino a quattro auto di lusso, e gli offre la possibilità di lavorare per il Santa Blanca in cambio di grandi benefici, offerta che i Ghost rifiutano.
Dopo aver eliminato due boss delle operazioni su quattro, i Ghost vengono contattati da Pac Katari che li informa di un ribelle che possiede informazioni importanti su El Sueño. Raggiunto il punto d'incontro trovano però il cadavere di Amaru e decidono di contattare Bowman per informarla dell'accaduto, ma durante la discussione la linea cade. I Ghost tornano subito da Bowman che li avvisa che Pac Katari li ha traditi e che El Sueño si trova nel suo mausoleo, nella provincia di Pucara. Mentre i Ghost si dirigono verso il mausoleo, Pac Katari li contatta dicendogli di non voler essere una marionetta degli Stati Uniti e di voler occuparsi di El Sueño con le sue stesse mani.
Dopo essersi fatti strada attraverso l'opposizione nemica, i Ghost e Bowman trovano e circondano El Sueño che nel frattempo ha ucciso e decapitato Pac Katari. In quel momento Bowman riceve una telefonata dai suoi superiori, che la informano che El Sueño ha raggiunto un accordo con il dipartimento di giustizia per ottenere l'immunità in cambio della testa di altri cartelli rivali. In base alle azioni dei Ghost durante il gioco, ci saranno due finali diversi:
- Se i Ghost non hanno ancora smantellato completamente il cartello, Bowman ucciderà a bruciapelo El Sueño, azione che le costerà la carriera e una condanna a 45 anni di reclusione. Nonostante ciò, lei non si pentirà di quello che ha fatto, avendo messo la vita di tutti i boliviani e il suo vecchio migliore amico Ricky sopra ogni cosa.
- Se i Ghost hanno completamente smantellato il cartello, Bowman prenderà El Sueño sotto custodia protettiva. Durante la custodia, El Sueño fornirà informazioni importanti su altri cartelli della droga, gruppi terroristi e spacciatori d'armi. Bowman prevede che dopo che le informazioni finiranno, El Sueño verrà estradato in Messico e avvierà un nuovo cartello della droga, evenienza per cui i Ghost si dovranno nuovamente preparare.

## Curiosità
Tra i vari personaggi una certa rilevanza la assume l'Agente Sandoval, seppur secondario e non giocabile, in quanto la sua figura ha molti tratti in comune, ad es. l'aver prestato servizio nello USMC e nella DEA americana o il fatto di avere origini latino-americane, con Enrique Camarena, agente DEA, e precedentemente membro dello USMC, realmente esistito, e che svolgeva indagini sui cartelli della droga messicani, come agente sotto copertura, anch'egli torturato per ore e poi ucciso, dopo essere stato scoperto.
Il cadavere di Camarena fu sfigurato come quello dell'agente Sandoval.
Persino l'operazione che forma tutta la trama del gioco sembrerebbe basata su una reale operazione, eseguita dalla DEA in seguito all'uccisione dell'Agente Camarena.

## Modalità di gioco
Tom Clancy's Ghost Recon Wildlands viene giocato con una prospettiva in terza persona, con un opzionale modalità in prima persona per mirare con le armi, e abbandona l'ambientazione futurista dei predecessori Advanced Warfighter e Future Soldier, tornando ad un'ambientazione moderna simile al primo Ghost Recon. Il gioco è il primo della serie con un'ambientazione open world che comprende vari tipi di terreno, un sistema meteo dinamico e un ciclo giorno-notte. Il giocatore può spostarsi attraverso la mappa con una vasta gamma di veicoli che vanno da semplici veicoli civili fino a veicoli militari, aerei ed elicotteri.
Il giocatore ha la completa libertà d'azione ed ha la possibilità di completare le missioni primarie e secondarie come meglio crede, decidendo come raggiungere l'area di missione e se affrontarla in modo stealth o attaccando direttamente. Vari tipi di armi, esplosivi e gadget sono a disposizione del giocatore per completare gli obiettivi e affrontare i nemici.
Il gioco presenta una modalità cooperativa online (PvE) che permette di completare le missioni ed esplorare il mondo di gioco insieme ad un massimo di altri tre giocatori.

## Sviluppo
Lo sviluppo del gioco è iniziato nel 2010 ed è stato scartato in primo luogo ma poi ufficialmente annunciato durante l'E3 2015. Ubisoft ha dichiarato che il gioco presenta la più grande ambientazione open world mai realizzata da loro. Per creare un'ambientazione più realistica possibile, gli sviluppatori hanno visitato la Bolivia per due settimane e hanno chiesto consulenza alla cittadinanza locale.